# Division I 1985-1986 (pallacanestro maschile)
La Division I 1985-1986 è stata la 54ª edizione del massimo campionato belga di pallacanestro maschile. La vittoria finale è stata appannaggio dell'Ostenda.

## Risultati

### Stagione regolare
|     | Squadra            | G  | V  | P  | PF | PS | Pt. | Qualificazione         |
| --- | ------------------ | -- | -- | -- | -- | -- | --- | ---------------------- |
| 1.  | Racing Mechelen    | 26 | 22 | 4  |    |    | 44  | playoff                |
| 2.  | Maccabi Etterbeek  | 26 | 19 | 7  |    |    | 38  | playoff                |
| 3.  | RUS Mariembourg    | 26 | 19 | 7  |    |    | 38  | playoff                |
| 4.  | Ostenda            | 26 | 18 | 8  |    |    | 36  | playoff                |
| 5.  | Hellas Gent        | 26 | 17 | 9  |    |    | 34  |                        |
| 6.  | CEP Fleurus        | 26 | 15 | 11 |    |    | 30  |                        |
| 7.  | Boule D'Or Andenne | 26 | 15 | 11 |    |    | 30  |                        |
| 8.  | Express Merksem    | 26 | 12 | 14 |    |    | 24  |                        |
| 9.  | Spirale Liegi      | 26 | 10 | 16 |    |    | 20  |                        |
| 10. | Verviers-Pepinster | 26 | 9  | 17 |    |    | 18  |                        |
| 11. | Lovanio            | 26 | 7  | 19 |    |    | 14  | spareggi retrocessione |
| 12. | Duvel Willebroek   | 26 | 7  | 19 |    |    | 14  | spareggi retrocessione |
| 13. | Aarschot           | 26 | 7  | 19 |    |    | 14  | spareggi retrocessione |
| 14. | Imbelco Gent       | 26 | 5  | 21 |    |    | 10  | retrocesso             |

### Spareggi retrocessione
|    | Squadra          | G | V | P | PF  | PS  | Pt. | Qualificazione         |
| -- | ---------------- | - | - | - | --- | --- | --- | ---------------------- |
| 1. | Duvel Willebroek | 2 | 1 | 1 | 157 | 142 | 2   | spareggi retrocessione |
| 2. | Lovanio          | 2 | 1 | 1 | 140 | 143 | 2   | spareggi retrocessione |
| 3. | Aarschot         | 2 | 1 | 1 | 138 | 150 | 2   | spareggi retrocessione |

#### Spareggio 12º/13º posto
| Squadra 1 | Risultato | Squadra 2 |
| --------- | --------- | --------- |
| Lovanio   | 72 - 66   | Aarschot  |

#### Spareggio 11º/12º posto
| Squadra 1 | Risultato | Squadra 2        |
| --------- | --------- | ---------------- |
| Aarschot  | 69 - 76   | Duvel Willebroek |

Responso: Aarschot retrocesso

### Playoff
|  | Semifinali | Semifinali        | Semifinali |                   |    | Finale  | Finale | Finale |  |
|  |            |                   |            |                   |    |         |        |        |  |
|  | 1.         | Racing Mechelen   | 0          |                   |    |         |        |        |  |
|  | 1.         | Racing Mechelen   | 0          |                   |    |         |        |        |  |
|  | 4.         | Ostenda           | 2          |                   |    |         |        |        |  |
|  | 4.         | Ostenda           | 2          |                   | 4. | Ostenda | 3      |        |  |
|  |            |                   |            |                   | 4. | Ostenda | 3      |        |  |
|  |            |                   | 2.         | Maccabi Etterbeek | 1  |         |        |        |  |
|  | 2.         | Maccabi Etterbeek | 2.         | Maccabi Etterbeek | 1  | 2       |        |        |  |
|  | 2.         | Maccabi Etterbeek |            |                   |    |         |        |        |  |
|  | 3.         | RUS Mariembourg   | 1          |                   |    |         |        |        |  |

| Division I 1985-1986 |
| -------------------- |
| Ostenda 6º titolo    |